# Марко Јовичић
Марко Јовичић (Београд, 2. фебруар 1995) српски је фудбалски голман, a тренутно наступа за Вележ из Мостара.

## Трофеји

### Партизан
- Суперлига Србије (1) : 2016/17.
- Куп Србије (3) : 2015/16, 2016/17, 2017/18.